# Anaïs Demoustier
Anaïs Demoustier   (Lilla, 29 de setembre de 1987) és una actriu francesa. Va ser nominada en dues ocasions com a actriu més prometedora als premis César, el 2009 per Les Grandes Personnes i el 2010 per D'amour et d'eau fraîche. El 2019 va guanyar el César a la millor actriu per la seva actuació a la pel·lícula Els consells de l'Alice. El 2023 va ser la presidenta del jurat del premi Càmera d'Or del 76è Festival Internacional de Cinema de Canes.
Durant el rodatge de Marguerite &amp; Julien, Demoustier va començar a sortir amb el seu company de repartiment, Jérémie Elkaïm. El desembre de 2015 es va anunciar que la parella esperava el seu primer fill. Demoustier va donar a llum una filla el març de 2016.